# 対馬市立美津島北部小学校
対馬市立美津島北部小学校（つしましりつ みつしまほくぶしょうがっこう, Tsushima City Mitsushima Hokubu Elementary School）は長崎県対馬市美津島町芦浦（よしがうら）にある公立小学校。

## 概要
歴史
1980年（昭和55年）、当時の美津島町にあった小学校3校（養和・浦浜・内海）が統合され、「美津島町立北部小学校」が開校。2004年（平成16年）の対馬市発足とともに現校名となった。2010年（平成22年）に創立30周年を迎えた。2012年現在児童数48人（5学級）
学校教育目標
「明るく誠実で何事も最後までやり抜く子どもの育成」
校章
中央に「小」の文字を置いている。
校歌
作詞は阿比留初見、作曲は宮本悦朗による。歌詞は2番まであり、両番に校名の「北部小学校」が登場する。
校区
住所表記で対馬市美津島町の後に「大山（おやま）、小船越（こふなこし）、芦浦（よしがうら）、賀谷（がや）、濃部（のぶ）、鴨居瀬（かもいせ）、鴨居瀬住吉（かもいせすみよし）、赤島（あかしま）」の続く地域。中学校区は対馬市立大船越中学校、対馬市立豊玉中学校。

## 沿革
旧・養和小学校（ようわ）
旧・濃部尋常小学校
- 1874年（明治7年）6月1日 - 「第五大学区第四中学区（大船越学区）二十三番小学濃部学校」（のぶ）の開校が文部省によって正式認可される。
  - 西光寺を仮校舎とする。当初、舟橋活八郎が教授にあたる。

- 1884年（明治17年）10月1日 - 「鶏知学区公立中等鶏知小学校養和分校」に改称。
- 1887年（明治20年）10月 - 「鴨居瀬学区簡易鴨居瀬小学校簡易濃部分校」となる。
- 1891年（明治24年）- 「鴨居瀬学区尋常鴨居瀬小学校濃部分校」となる。
- 1893年（明治26年）- 「鴨居瀬尋常小学校濃部分教場」となる。
- 1904年（明治37年）
  - この年 - 校舎を建設。
  - 9月 - 鴨居瀬尋常小学校から分離の上、「濃部尋常小学校」として独立。

- 1908年（明治41年）4月1日
  - 義務教育期間が尋常科4年から尋常科6年に延長（尋常科5・6年を新設）。
  - 島嶼町村制施行により、下県郡船越村が発足し、船越村立の小学校となる。

- 1921年（大正10年）10月16日 - 濃部農業補習学校を併置。
- 1926年（大正15年）- 併置の濃部農業補習学校が青年訓練認定となる。

旧・賀谷尋常小学校
- 1878年（明治11年）- 「仁位学区仁位小学校下等賀谷分校」が開校。
- 1882年（明治15年）- 「仁位学区公立中等仁位小学校下等賀谷分校」に改称。
- 1887年（明治20年）- 小学校令により簡易科を設置の上、「仁位学区簡易鑓川小学校簡易賀谷分校」に改称。
- 1891年（明治24年）9月 - 「仁位学区尋常鑓川小学校賀谷分教場」となる。
- 1893年（明治26年）- 本校の改称に伴い、「鑓川尋常小学校賀谷分教場」に改称。
- 1901年（明治34年）- 本校の改称に伴い、「塩戸尋常小学校賀谷分教場」に改称。
- 1904年（明治37年）
  - この年 - 校舎を建設。
  - 9月 - 塩戸尋常小学校から分離の上、「濃部尋常小学校」として独立。

- 1908年（明治41年）4月1日 - 島嶼町村制施行により、下県郡船越村が発足。また賀谷地区が仁位村から船越村に編入され、船越村立の小学校分教場となる。
- 1909年（明治42年）- 「賀谷尋常小学校」として独立。
- 1914年（大正3年）- 新校舎が完成。
- 1921年（大正10年）10月16日 - 賀谷農業補習学校を併置。

統合
- 1838年（昭和13年）1月13日 - 濃部尋常小学校と賀谷尋常小学校を統合し、「船越村立養和尋常高等小学校」が開校。
  - 「養和」の校名は当時の長崎県視学・松園誠の命名によるもの。
  - 校舎が新築されるまで、濃部・賀谷両校舎を使用。

- 1839年（昭和14年）- 校舎を新築。
- 1841年（昭和16年）4月1日 - 国民学校令により、「船越村立養和国民学校」に改称。尋常科を初等科に改称。
- 1947年（昭和22年）4月1日 - 学制改革（六・三制の実施）
  - 旧・養和国民学校の初等科が改組され、「船越村立養和小学校」に改組される。
  - 旧・養和国民学校の高等科と旧・青年学校が改組され、船越村立養和中学校（新制中学校）に改組され、小学校に併設。

- 1955年（昭和30年）3月1日 - 美津島町の発足により、「美津島町立養和小学校・中学校」に改称。
- 1980年（昭和55年）3月31日 - 統合のため、閉校。
  - 併設校の「美津島町立養和中学校」は併設を解消し中学校単独校となるが、4年後の1984年（昭和59年）に統合のため閉校となった。
  - 最終所在地　- 下県郡美津島町濃部（のぶ）301番地

旧・浦浜小学校（うらはま）
- 1874年（明治7年）6月1日 - 「第五大学区第四中学区（大船越学区）二十五番小学芦ヶ浦学校」の開校が文部省によって正式認可される。
- 1884年（明治17年）10月1日 - 「鶏知学区公立中等鶏知小学校下等芦ヶ浦分校」、「鶏知学区公立中等鶏知小学校下等小船越分校」が設置される。
- 1885年（明治18年）- 小船越分校が廃止され、芦ヶ浦分校に統合。
- 1886年（明治19年）から1893年（明治26年）の間 - 小船越分校（分教場）が廃止・復帰を繰り返す。
- 1887年（明治20年）- 小学校令により、鶏知学区から鴨居瀬学区が分離され、「鴨居瀬学区簡易鴨居瀬小学校簡易芦ヶ浦分教場」となる。
- 1893年（明治26年）- 小船越分教場が復活し、芦ヶ浦分教場が廃止。しかし1年足らずで芦ヶ浦分教場が復帰。
- 1906年（明治39年）12月1日 - 芦ヶ浦分教場と小船越分教場を統合し、「浦浜尋常小学校」として独立。現在地（美津島北部小学校校地）に校舎を新築。
- 1908年（明治41年）4月1日
  - 島嶼町村制施行により、下県郡船越村が発足。これに伴い、船越村立の小学校となる。
  - 義務教育期間が尋常科4年から尋常科6年に延長されたため、尋常科5・6年を新設。
- 1917年（大正6年）4月 - 高等科（修業年限2ヶ年）を併置し、「船越村立浦浜尋常高等小学校」となる（尋常科6ヶ年・高等科2ヶ年）。
  - 高等科の校区が芦ヶ浦、小船越（浦浜校区）、鴨居瀬、赤島、大山（鴨居瀬校区）、賀谷、濃部（養和校区）と定められる。
- 1921年（大正10年）- 浦浜農業補習学校が併置される。
- 1928年（昭和3年）10月1日 - 鴨居瀬尋常小学校から大山分教場が移管される。
- 1932年（昭和7年）8月18日 - 併置の浦浜農業補習学校が浦浜実業補習学校に改称。
- 1936年（昭和11年）
  - 8月 - 高等科による鴨居瀬尋常高等小学校仮校舎の使用が認可される。
  - 10月2日 - 賀谷尋常小学校仮校舎の使用が認可される。
- 1937年（昭和12年）11月25日 - 高等科を鴨居瀬尋常小学校に移管し、再び「船越村立浦浜尋常小学校」となる（尋常科6ヶ年・高等科なし）。
- 1939年（昭和14年）8月31日 - 統合により、「船越村立鴨居瀬尋常高等小学校 浦浜分教場」となる。大山分教場も鴨居瀬小の分教場として存続。
- 1941年（昭和16年）4月1日 - 国民学校令により、「船越村立鴨居瀬国民学校 浦浜分教場」に改称。
- 1947年（昭和22年）4月1日 - 学制改革（六・三制の実施）により、「船越村立鴨居瀬小学校 浦浜分校」となる。
- 1955年（昭和30年）4月1日 - 美津島町の発足により、「美津島町立鴨居瀬小学校 浦浜分校」に改称。
- 1965年（昭和40年）4月1日 - 美津島町立鴨居瀬小学校より分離し、「美津島町立浦浜小学校」として独立。
- 1980年（昭和55年）3月31日 - 統合のため閉校。
  - 最終所在地 - 下県郡美津島町芦ヶ浦22番地

旧・内海小学校（うつみ）
- 1884年（明治17年）頃 - 「鶏知学区公立中等鶏知小学校大山分校」が開校。当初古寺を仮校舎として使用。
- 1887年（明治20年）- 小学校令により、鶏知学区から鴨居瀬学区が分離し、簡易科を設置の上、「鴨居瀬学区簡易鴨居瀬小学校簡易大山分教場」となる。
- 1891年（明治24年）- 「鴨居瀬学区尋常鴨居瀬小学校大山分教場」に改称。
- 1892年（明治25年）頃 - 小船越分教場との統合が持ち上がるが、小船越・大山両区民の反対にあったため実現しなかった。
- 1893年（明治26年）- 鴨居瀬尋常小学校から分離の上、「浅茅尋常小学校」として独立。
- 1902年（明治35年）- 統合により、「鴨居瀬尋常小学校大山分教場」に改称。（同年、犬吠（いぬぼえ）に分教場を開校するも、2年足らずで廃校。）
- 1907年（明治40年）- 大山・玉調・犬吠の児童収容のため、玉調原に校舎を建設し、大山から移転。
- 1908年（明治41年）4月1日 - 島嶼町村制施行により、下県郡船越村が発足し、船越村立の小学校分教場となる。
- 1928年（昭和3年）10月1日 - 移管により、「船越村立浦浜尋常高等小学校大山分教場」に改称。
- 1939年（昭和14年）8月31日 - 統合により、「船越村立鴨居瀬尋常高等小学校大山分教場」に改称。
- 1941年（昭和16年）4月1日 - 国民学校令により、「船越村立鴨居瀬国民学校大山分教場」に改称。
- 1947年（昭和22年）4月1日 - 学制改革（六・三制の実施）により、「船越村立鴨居瀬小学校 大山分校」に改称。
- 1953年（昭和28年）3月 - 校舎の大幅増改築を行う。この頃から独立の機運が高まる。
- 1955年（昭和30年）4月1日 - 鴨居瀬小学校から分離の上、「美津島町立大山小学校」として独立。
- 1956年（昭和31年）4月1日 - 「美津島町立内海小学校」に改称[6]。
- 1964年（昭和39年）2月 - 木造2階建て校舎が完成。
- 1980年（昭和55年）3月31日 - 統合のため閉校。
  - 最終所在地 - 下県郡美津島町大山687番地

旧・鴨居瀬小学校（かもいせ）

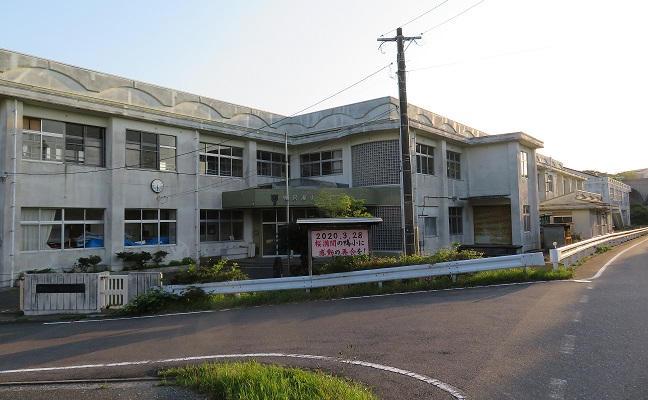
鴨居瀬小学校跡

- 1974年（明治7年）6月1日 - 「第五大学区第四中学区二十一番小学鴨居瀬学校」の開校が文部省によって正式に認可される。当初山崎勝太郎が授業を行う。
- 1884年（明治17年）10月1日 - 「鶏知学区公立中等鶏知小学校下等鴨居瀬分校」となる。
- 1887年（明治20年）- 小学校令により、鶏知学区から鴨居瀬学区が分離し、簡易科を設置の上、「鴨居瀬学区簡易鴨居瀬小学校」となる。
  - 7分校（大船越・久須保・大山・小船越・芦ヶ浦・濃部・島山）を所管。
- 1891年（明治24年）10月 - 尋常科（修業年限4ヶ年）を設置し、「鴨居瀬学区尋常鴨居瀬小学校」に改称。
- 1892年（明治25年）- 大船越分校が分離の上、鴨居瀬学区尋常大船越小学校として独立。
- 1883年（明治26年）- 「鴨居瀬尋常小学校」に改称。
- 1886年（明治29年）- 島山分教場が分離の上、島山尋常小学校として独立[7]。
- 1904年（明治37年）- 濃部分教場が分離の上、濃部尋常小学校として独立。
- 1906年（明治39年）
  - 緒方分教場を設置。
  - 小船越分教場と芦ヶ浦分教場が統合・分離の上、浦浜尋常小学校として独立。
- 1907年（明治40年）6月 - 高等科（修業年限2ヶ年）を併置し、「鴨居瀬尋常高等小学校」に改称（尋常科4年・高等科2年）。
- 1908年（明治41年）4月
  - 義務教育期間が尋常科4年から尋常科6年に延長されたため、高等科を廃止[8]し、再び「鴨居瀬尋常小学校」となる。
  - 島嶼町村制施行により、下県郡船越村が発足し、船越村立の小学校となる。
- 1909年（明治42年）4月
  - 赤島分教室[9]を移管される。
  - 緒方分教場を大船越尋常小学校に移管。
- 1916年（大正5年）4月 - 赤島分教室を赤島分教場とする。
- 1918年（大正7年）11月 - 鴨居瀬水産補習学校が併置される（1932年（昭和7年）に鴨居瀬実業補習学校、1935年（昭和10年）に鴨居瀬青年学校に改称）。
- 1937年（昭和12年）11月 - 浦浜尋常高等小学校から高等科を移管され、「船越村立鴨居瀬尋常高等小学校」となる（尋常科6年・高等科2年）。
- 1939年（昭和14年）8月31日 - 浦浜尋常小学校を統合し、浦浜分教場とする。大山分教場も移管される。
- 1941年（昭和16年）4月1日 - 国民学校令により、「船越村立鴨居瀬国民学校」に改称。尋常科を初等科に改称（初等科6年・高等科2年）。
- 1947年（昭和22年）4月1日 - 学制改革（六・三制の実施）
  - 旧・鴨居瀬国民学校の初等科が改組され、「船越村立鴨居瀬小学校」となる。
  - 旧・鴨居瀬国民学校の高等科と旧・鴨居瀬青年学校が改組され、船越村立鴨居瀬中学校（新制中学校）となり、小学校に併設。
- 1955年（昭和30年）4月1日
  - 美津島町の発足により、「美津島町立鴨居瀬小学校・中学校」に改称。
  - 大山分校が分離の上、美津島町立大山小学校として独立（1年後には内海小学校に改称）。
- 1973年（昭和48年）4月1日 - 赤島分校を廃止し、本校に統合（鴨居瀬地区と新設の住吉橋で結ばれ、赤島地区の児童の本校通学が可能になったため）。
- 1984年（昭和59年）4月1日 - 併設の美津島町立鴨居瀬中学校が統合[10]のため閉校。これに伴い併設を解消し、小学校単独校となる。
- 2004年（平成16年）
  - 3月1日 - 対馬市の発足により、「対馬市立鴨居瀬小学校」に改称。
  - 3月31日 - 閉校。対馬市立美津島北部小学校に統合。

美津島北部小学校
- 1980年（昭和55年）4月1日 - 美津島町内小学校3校（養和・浦浜・内海）が統合され、「美津島町立北部小学校」が開校。
- 2004年（平成16年）
  - 3月1日 - 対馬市の発足に伴い、「対馬市立美津島北部小学校」（現校名）に改称。
  - 3月31日 - 対馬市立鴨居瀬小学校を統合。
- 2020年（令和2年）4月1日 - 対馬市立浅海中学校の閉校により、中学校区が対馬市立大船越中学校および対馬市立豊玉中学校となる。

## アクセス
最寄りのバス停
- 対馬交通 「芦ヶ浦」バス停

最寄りの国道・県道
- 国道382号

## 周辺
- 対馬市立浅海中学校（2020年3月末閉校）
- 対馬南警察署芦浦警察官駐在所